# Limbaži (novads 2009–2021)
Limbaži (łot.: Limbažu novads) – jeden z łotewskich novadsów, funkcjonujący w latach 2009–2021.

## Historia
Novads powstało na terenach należących przed 2009 do rejonu Limbaži.
W skład novadsu wchodziło miasto Limbaži oraz siedem pagastsów: Katvari, Limbaži, Pāle, Skulte, Umurga, Vidriži i Viļķene. Jego stolicą zostało miasto Limbaži.
Zlikwidowany w ramach reformy administracyjnej 30 czerwca 2021. Wszedł w całości w skład nowego, większego novadsu Limbaži.